# Callenberg (Adelsgeschlecht)

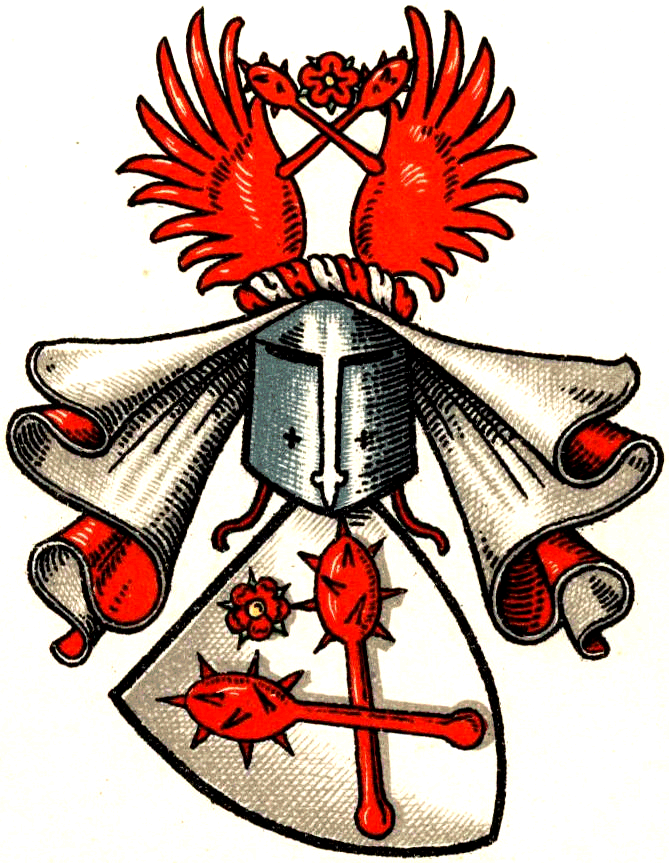
Stammwappen derer von Callenberg

Callenberg (Calenberg) ist der Name eines ausgestorbenen deutschen Adelsgeschlechtes, das dem Uradel des Stiftes Paderborn entstammt. Stammsitz ist die namengebende Burg Calenberg bei Warburg.

## Geschichte
Unter dem ursprünglichen Familiennamen „Berkule“ oder „Berkule von Holthusen“ werden die Ritter Hermann und Bernhard 1191 als Bauherren der Holsterburg erwähnt. Um 1250 bauten sie die Höhenburg Calenberg, nach der sich das Geschlecht fortan nannte. Es breitete sich später auch nach Hessen und Thüringen und Dänemark aus.
Im Jahre 1644 kam die Freie Standesherrschaft Muskau, die den nordöstlichen Teil der Oberlausitz umfasste, durch die Heirat der Erbtochter Ursula Catharina Burggräfin zu Dohna in den Besitz der Herren von Callenberg. 1651 wurde der Curt Reinicke von Callenberg als Herr der Standesherrschaft Muskau in den Reichsfreiherrenstand erhoben und bereits 20 Jahre später in den Grafenstand (Wien, 18. Juni 1671).
Die Grafen von Callenberg waren bis zur Vererbung der Freien Standesherrschaft Muskau an die Grafen Pückler im 19. Jahrhundert durch die letzte Gräfin Callenberg, Clementine (* 5. Juni 1770 in Muskau; † 8. März 1850 in Pülswerda) Freie Standesherren auf Muskau. Dies ist nicht mit der Reichsstandschaft der Reichsgrafen zu verwechseln. Die hatten sie nicht, wurden deshalb auch nicht mediatisiert und auch nach dem Wiener Kongress von 1815 nicht zu (hochadligen) Standesherren.

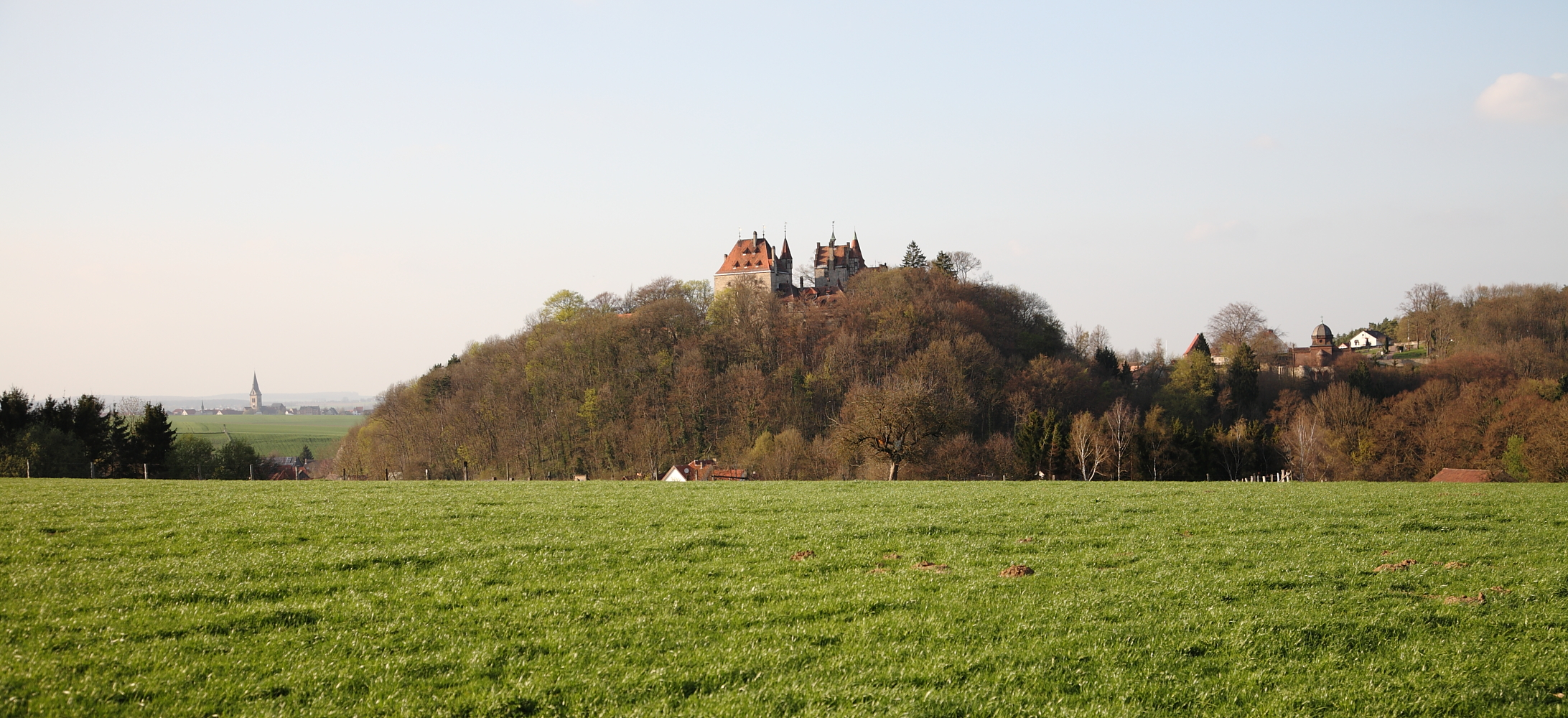
Burg Calenberg bei Warburg
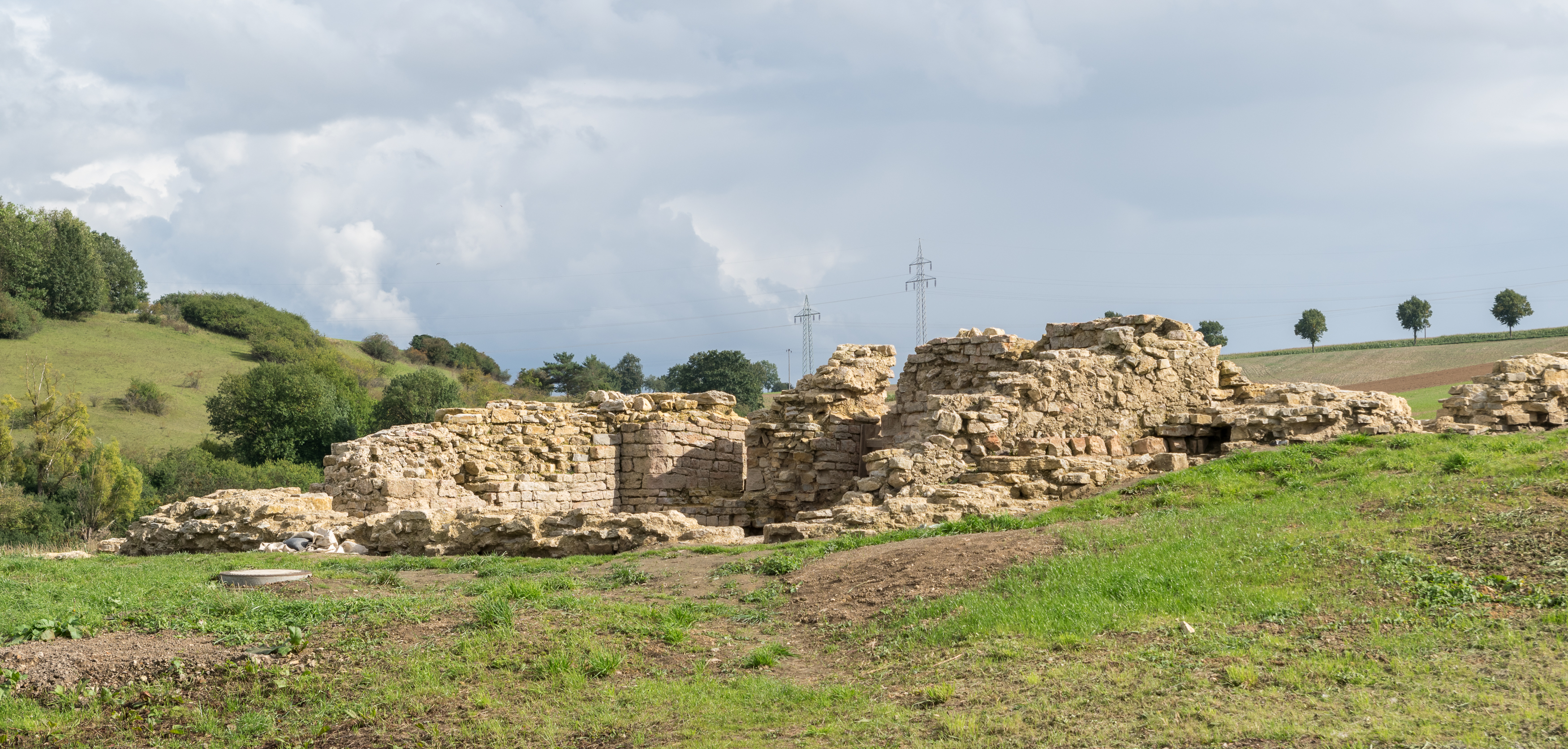
Ruine Holsterburg bei Warburg
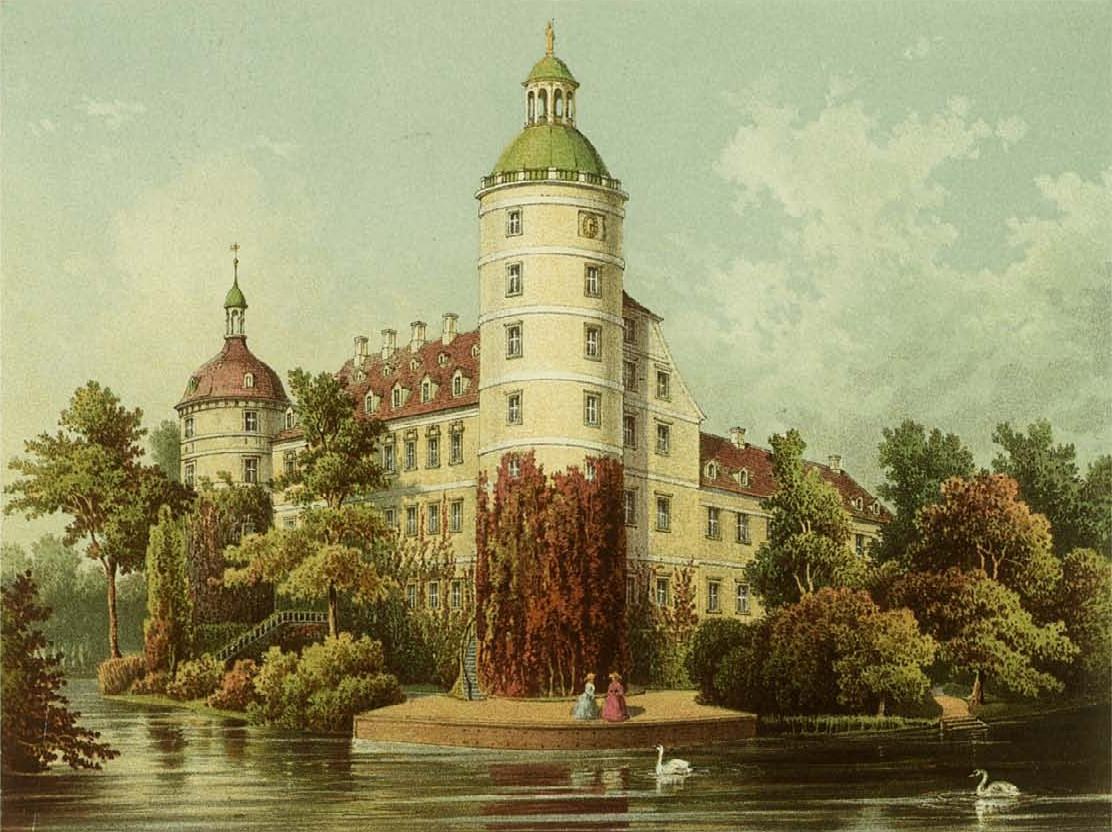
Schloss Muskau

## Wappen
- Das Stammwappen zeigt in Silber zwei schräg gekreuzte rote Morgensterne (Streitkolben), dazwischen oben eine rote Rose. Auf dem Helm mit rot-silbernen Helmdecken zwischen einem offenen roten (auch silbern-roten oder rot-silbernen) Flug Kolben und Rose.
- Das gemehrte Wappen von 1500 ist gespalten. Rechts in Rot ein mit einem schwarzen Drachen belegter schrägrechter silberner (auch goldener) Balken (von der Wyndelen), links in Silber die roten Streitkolben (schon im Siebmacher von 1605 Saufedern ähnlich dargestellt) mit der gold besamten roten Rose darüber. Helmdecken und Zimier wie auf dem Stammwappen.[1]

- Das gräfliche Wappen von 1654 ist geviert und mit einem Herzschild belegt. In diesem zwei geschrägte rote Streitkolben oder Saufedern, zwischen deren Spitzen eine gold-besamte rote Rose steht. Die Felder 1 und 4 zeigen in Rot einen goldenen (silbernen) Schrägrechtsbalken, darin ein schwarzer gold-bewehrter leopardisierter Greif (mit Drachenflügeln = ähnlich von der Wyndelen). Die Felder 2 und 3 haben in Gold einen gold-bewehrten und gekrönten schwarzen Adler. Die Wappenfiguren wiederholen sich als Helmzier.

- Eine der vielen Varianten des Grafenwappens zeigt in den Feldern 1 und 4 den Greifen (Drachen) der Wyndelen und als Herzschild das Stammwappen, teilweise auch mit roten Saufedern statt der Keulen. Schildhalter sind zwei goldene Greifen.

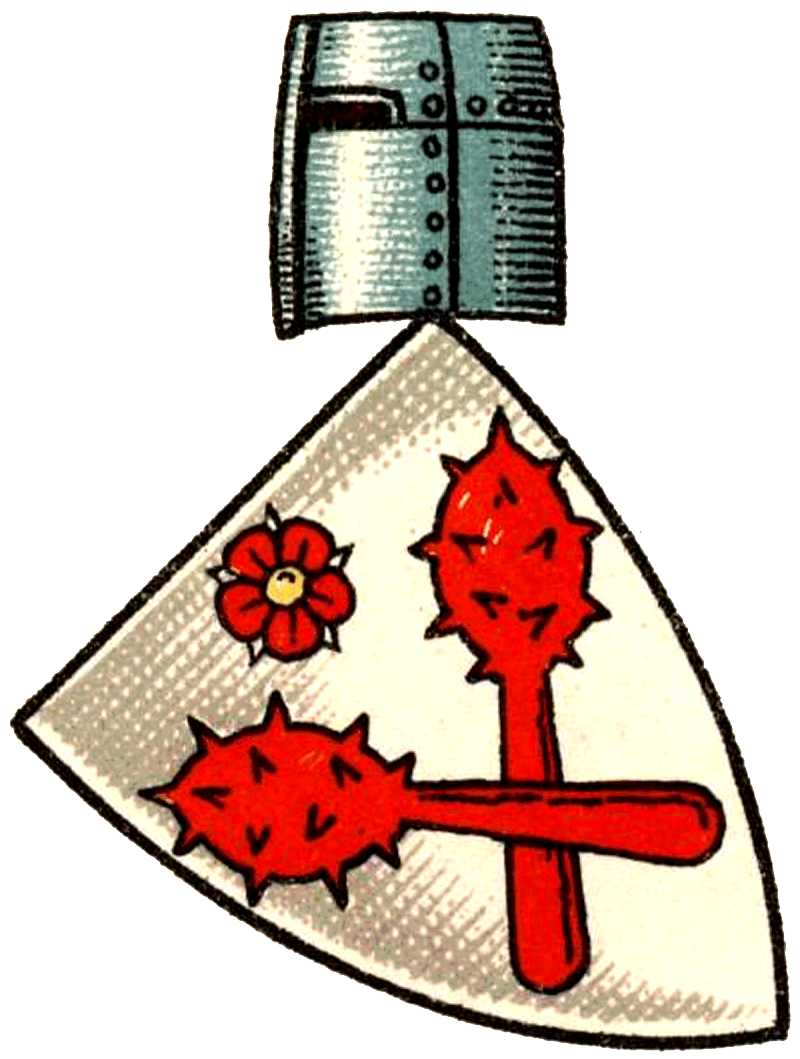
Wappen derer von Holzhausen genannt Berkule
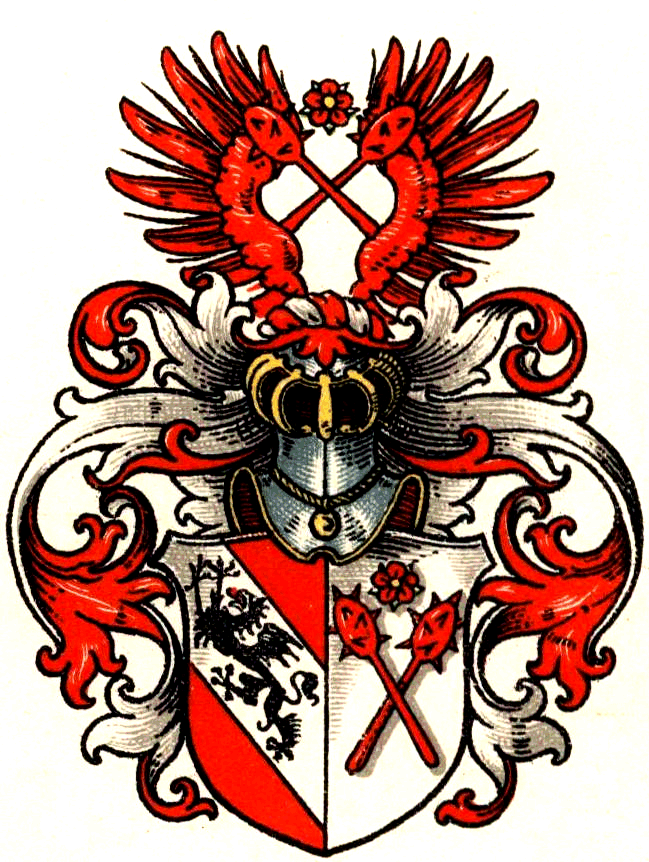
Gemehrtes Wappen derer von Callenberg (seit 1500)
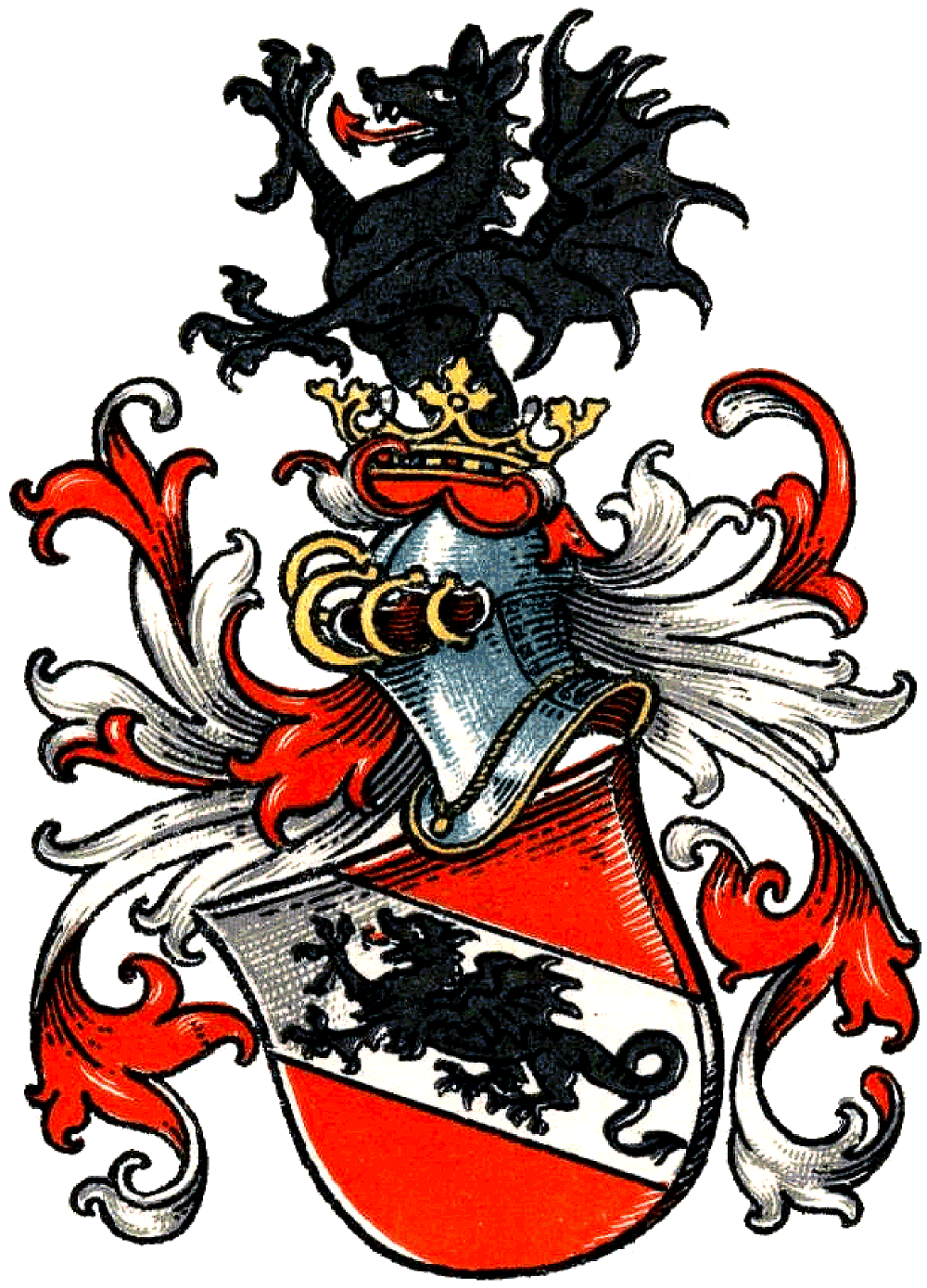
Wappen derer von der Wyndelen
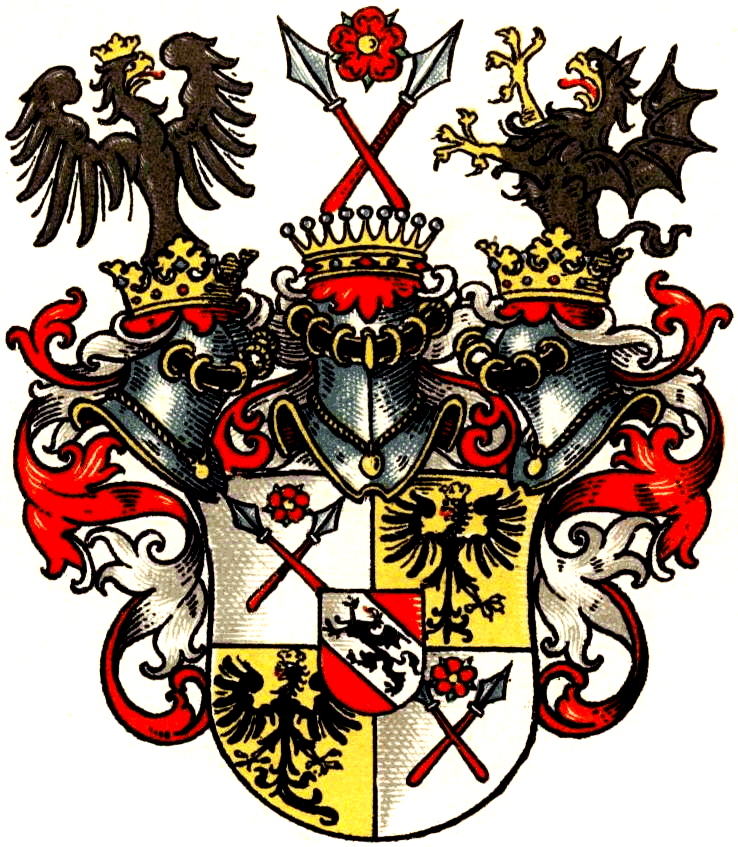
Wappen der Grafen von Callenberg (seit 1654)
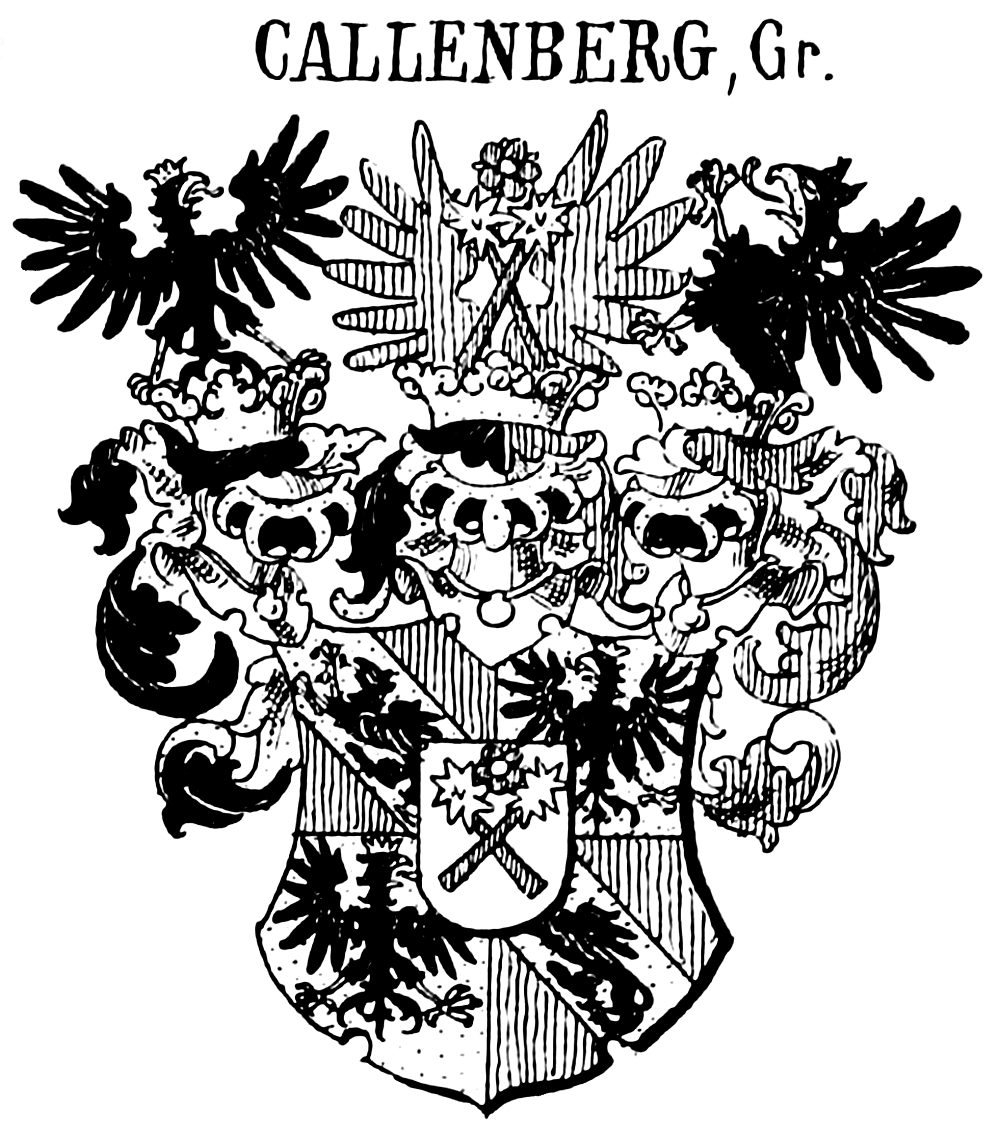
Wappen der Grafen von Callenberg in Siebmachers Wappenbuch

## Persönlichkeiten
- Otto Heinrich von Callenberg (1601–1644), Oberstleutnant im Dreißigjährigen Krieg, Administrator der Ballei Ober- und Niedersachsen des Deutschen Ordens
- Kurt Reinicke von Callenberg (1607–1672), Oberst im Dreißigjährigen Krieg, heiratete 1644 Ursula Catharina Gräfin zu Dohna, Erbin der Freien Standesherrschaft Muskau; 1652 Freiherr, 1654 Graf
- Ludwig Heidenreich von Callenberg (?–1637), Oberst im Dreißigjährigen Krieg
- Otto Carl von Callenberg (1686–1759), dänischer Oberst, Oberhofmarschall und Oberlanddrost
- August Reineccius von Callenberg (1722–1795), sächsischer Generalleutnant der Kavallerie
- Graf Karl Friedrich Reineke von Callenberg (1727–1800), Feldmarschall-Lieutenant
- Georg Alexander Heinrich Herrmann von Callenberg (1744–1795), war kurfürstlich-sächsischer Geheimer Rat, Standesherr der Freien Standesherrschaft Muskau, Präsident der Oberlausitzischen Gesellschaft der Wissenschaften